# 有明山神社

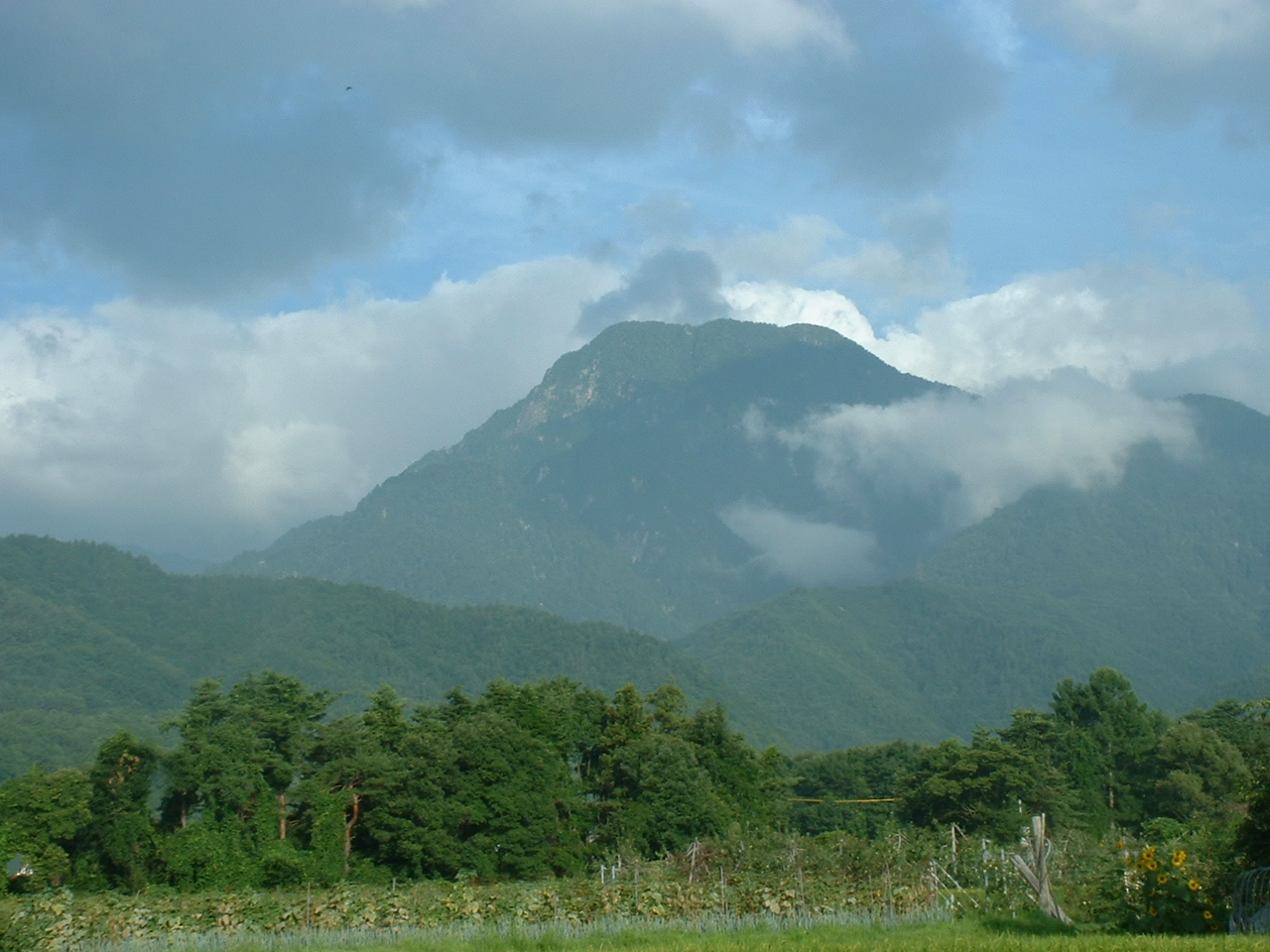
有明山

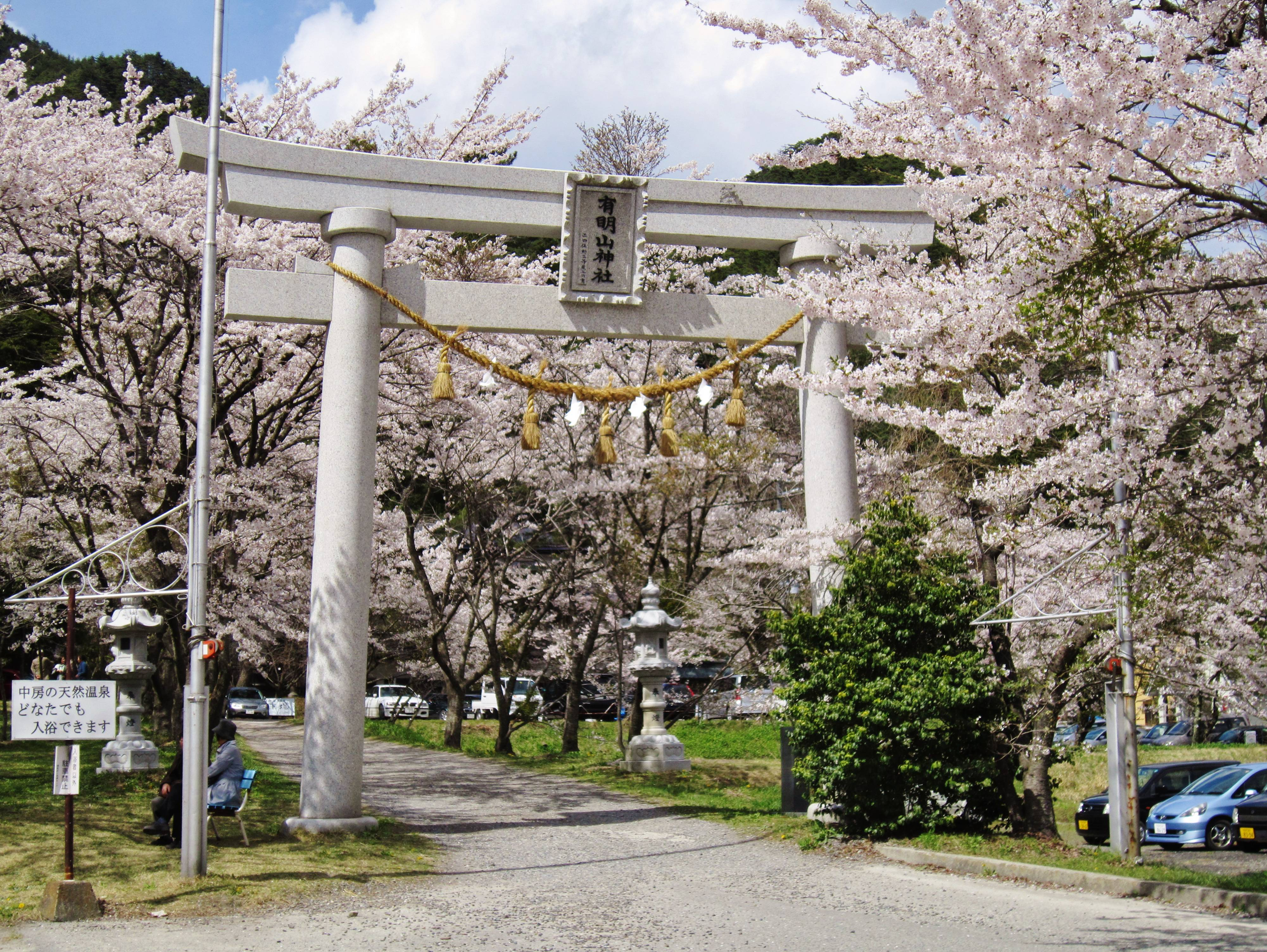
春の有明山神社里宮

有明山神社（ありあけさんじんじゃ）は、長野県安曇野市穂高有明にある神社。有明山を御神体とする山岳信仰の神社で、本宮（里宮）のほか、有明山山頂（中岳・南岳）に奥大宮がある。

## 文化財
- 市指定文化財
  - 楽殿の小組格天井板絵
  - 手水舎・山門（信濃裕明門）
  - 残月集（詩歌集）

## 交通アクセス
- 長野自動車道・安曇野インターチェンジより自動車で30分、普通車30台が収容できる駐車場がある[1]。
- JR大糸線・穂高駅よりタクシーで20分[1]。

## 周辺
- 正福寺 - すぐ隣にある真言宗豊山派の寺院
- 魏石鬼窟
- 穂高古墳群
- 中房温泉
- 穂高老人保健センター
- 長野県道327号槍ヶ岳矢村線